# Холтен (Нидерланды)
Холтен (нидерл. Holten) — село в Нидерландах, входит в общину Рейссен-Холтен в провинции Оверэйссел. Население составляет 9 410 человек (2021).

## Холтенберг
Холтерберг — это холмистая местность, которая является частью Национального парка Салландсе Хёвелруг. Холтерберг находится к северу от села. На севере Холтерберг граничит с Харлербергом и Ноэтселербергом. Эта природная зона включает в себя много пустошных полей, чередующихся с (хвойными) лесами. Только на Холтерберге и в Велюве в Нидерландах встречаются боровые куропатки.
На Вулленберге, южной части Холтерберга, расположен Природный музей Холтерберг.

## История
Впервые топоним Холтен упоминается в документах в 1277 году. Согласно «Отчетам и сообщениям о праве и истории Оверэйссела» (нидерл. Verslagen en mededelingen Overijssels Regt en Geschiedenis) в 1429 году в марке Холтен насчитывалось 37 домов. К 1470 году их число уже достигло 70. Согласно парохиальным спискам Домской фабрики, Холтен уже в 1395 году был приходом. Общие земли вокруг Холтена находились в марке и управлялись жителями марки. В регламенте были установлены правила, которым жители марки должны были следовать.
Холтен пережил трудные времена. Его осаждали испанские, голландские, мюнстерские, французские, прусские и английские войска, а также казаками, когда они проходили через него. В 1829 году Холтен пострадал от большого пожара, который практически полностью сжег всю деревню. В 1940 году немецкая армия прошла через село, а в 1945 году Холтен находился на линии огня, когда наступали освободители. Канадское кладбище до сих пор напоминает об этой борьбе за свободу.
Основой экономики Холтена изначально было сельское хозяйство. Важным было содержание молочного скота. Также держали и торговали свиньями. Промышленность в Холтене также начала развиватся, особенно после Второй мировой войны. Холтенберг играет важную роль как туристическая достопримечательность. В 1929 году была открыта неасфальтированная автомобильная дорога через Холтенберг. В 1962 году ее заменила текущая (асфальтированная) туристическая дорога.

## Галерея

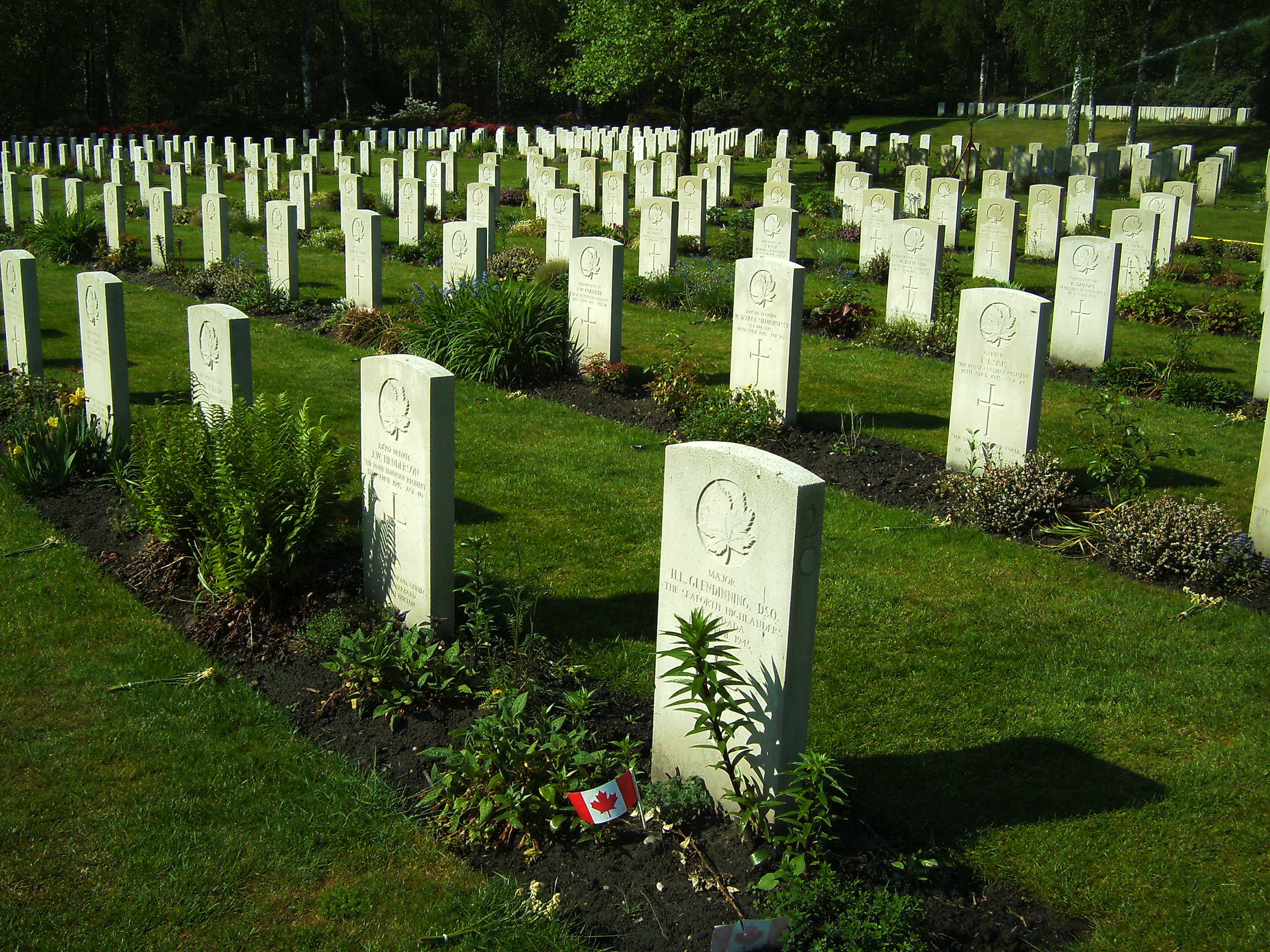
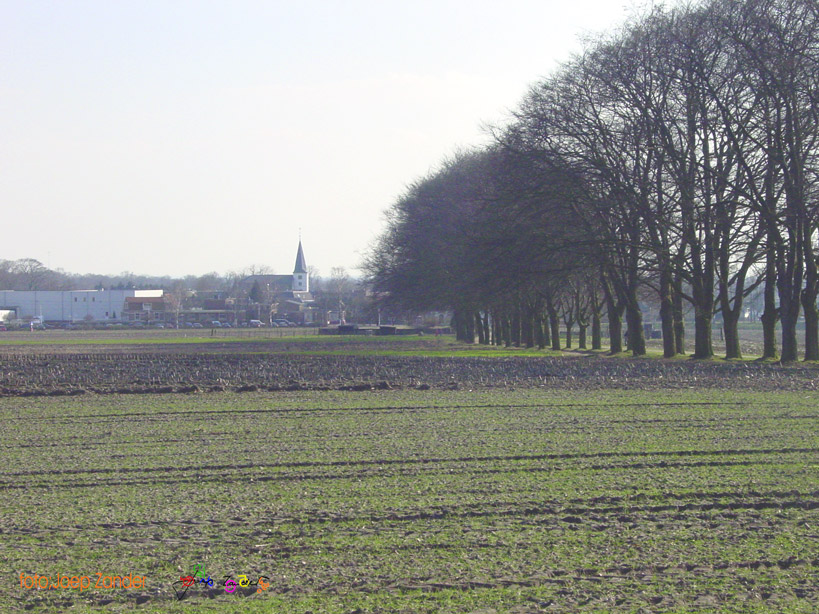
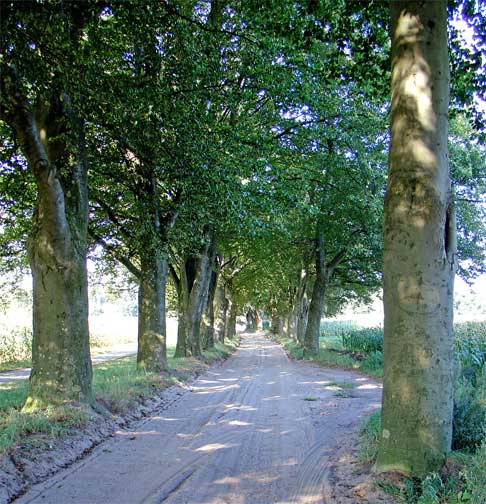